# Mallochohelea sabroskyi
Mallochohelea sabroskyi är en tvåvingeart som först beskrevs av Tokunaga 1959.  Mallochohelea sabroskyi ingår i släktet Mallochohelea och familjen svidknott. Inga underarter finns listade i Catalogue of Life.